# Essity
Die Essity AB ist ein börsennotierter Hersteller von Hygienepapieren mit Sitz im schwedischen Stockholm. Das Unternehmen ging 2017 durch Abspaltung aus dem Zelluloseproduzenten SCA hervor. In Deutschland agiert es als Essity Germany GmbH und ist insbesondere durch die Marken Tempo und Zewa bekannt.

## Geschichte
Im April 2017 beschlossen die Aktionäre auf der Jahreshauptversammlung der SCA, das Unternehmen aufzuteilen. Hierbei spaltete SCA seinen größten Geschäftsbereich mit Hygieneprodukten als Essity ab. Der Firmenname setzt sich laut Eigenangaben aus den beiden Wörtern „Essentials“ (Wesentliches) und „Necessities“ (Notwendigkeiten) zusammen. Der Börsengang erfolgte am 15. Juni 2017.

## Standorte
In Deutschland befinden sich Werke in Mannheim, Mainz-Kostheim, Neuss und Witzenhausen. In Ismaning hat die deutsche Gesellschaft ihren Hauptsitz. Das Werk Mannheim ist mit 2.000 Mitarbeitern der größte Standort der Essity-Gruppe in Europa – siehe auch Essity Germany. Im Rahmen einer Umstrukturierung wurde die Produktion der Marken Tempo und Zewa 2022/23 am Standort Mannheim gebündelt, während sich der Standort Neuss auf Handelsmarken konzentriert.
Am Standort Mannheim wurden ab 2019 rund 40 Millionen Euro in ein neues Verfahren zur Herstellung eines alternativen Zellstoffs aus Stroh investiert. Der alternative Zellstoff wird bei der Herstellung zum Einsatz kommen, um damit die Ökobilanz der Produkte zu verbessern. Das Stroh wird von landwirtschaftlichen Betrieben aus dem Umkreis eingekauft. Verwendet wird dabei der übriggebliebene Halm, nachdem das Getreide geerntet wurde. Bisher gab es nur zwei verlässlich verfügbare Fasern bei der Herstellung von Hygienepapier, entweder Frischholz- oder Recyclingfasern.
In Österreich wird ein Standort in Pernitz mit zuletzt 540 Mitarbeitern betrieben. Bis 2020 sollte diese Zahl weiter auf 465 sinken. Grund hierfür ist die Verlagerung der Serviettenproduktion nach Italien. Das Werk in Pernitz wurde 1866 gegründet und zählte ab 1995 zum SCA-Konzern, bevor dieser im Jahr 2017 geteilt wurde.

## Marken
Zu den im deutschen Sprachraum bekanntesten Marken zählen Tempo, Tork und Zewa.
Bis 2007 zählte auch die Taschentuchmarke „Softis“ zu den hauseigenen Marken. Durch die Übernahme von „Tempo“ im Jahr 2007 musste diese jedoch aus kartellrechtlichen Gründen verkauft werden (und ging an das italienische Unternehmen Sofidel – deren Taschentuchmarke lautet „Regina“). SCA (und somit Rechtsnachfolger Essity) behielt allerdings eine Lizenz für den Vertrieb von „Softis“ in den Ländern außerhalb von Deutschland und Österreich. „Softis“ wurden 1977 von den Papierwerken Waldhof-Aschaffenburg eingeführt. Diese waren 1996 vom SCA-Konzern übernommen worden.
Im Bereich Medizinprodukte ist Essity unter anderem durch die BSN medical und Tena (Harninkontinenz) vertreten.